# Леонело д’Есте
Леонело д’Есте или Лионело д’Есте (на италиански: Leonello d’Este, Lionello d’Este; * 21 септември 1407, Ферара; † 1 октомври 1450, Вогиера) е маркиз на Ферара, Модена и Реджо (1441 – 1450), господар на Полезине и Гарфаняна.
Той не оказва силно влияние върху политическите дела на Италия и аристокрацията на Ферара. Краткото му царуване не е белязано от сериозни външни или вътрешни конфликти. За разлика от други представители на семейство д'Есте, които се стремят да доминират на политическата сцена, той е известен главно с факта, че при него се формира един от най-блестящите италиански ренесансови дворове, където са покровителствани изкуството, литературата и културата. Според изследователи по време на управлението му започва процесът на превръщане на Ферара от средновековна сеньория в ренесансова държава. Лионело прави Ферара един от значимите европейски образователни центрове. С одобрението на комуната и евентуално под влиянието на своя учител хуманист Гуарино да Верона той реформира Ферарския университет, който е посещаван от студенти и преподаватели както от Италия, така и от чужбина. Той успешно се конкурира с известните университети в Падуа и Болоня, разположени наблизо.
Леонело е господар от нов тип: доблестен рицар, мъдър управител, покровител на науките и изкуствата, поет, страстен колекционер. Той предпочита мира пред войната и учените пред войниците. Още докато баща му е жив, Леонело се ползва с широка известност в хуманистичните кръгове като щедър и знаещ меценат, а ставайки управител, се отдава на това занимание още повече.
Под патронажа на Леонело е построена първата болница във Ферара. Той ръководи строежа на паметника на баща му и завършва строителството на градската катедрала.
Той е умел политик и човек на културата, поддържа е кореспонденция с много учени от своето време. Леон Батиста Алберти пише по негова поръчка De re aedificatoria, публикувана скоро след смъртта му. Приятелски отношения свързват двамата, а писателят му посвещава няколко съчинения. В двора му работят важни италиански художници като Пизанело, Якопо Белини, Андреа Мантеня, Пиеро дела Франческа, както и фламандецът Рогир ван дер Вейден. Леонело не само разбира от класическа литература, но и пробва своите сили в поезията. Негов кумир е Цезар и той постоянно препрочита неговите „Записки“.

## Произход
Той е извънбрачен син на Николо III д’Есте (* 1383; † 1441), маркграф на Ферара, Модена и Реджо, и на метресата му – аристократката Стела де’ Толомеи (* 1386; † 1419). По бащина линия е внук на Алберто V д’Есте, господар на Ферара и Модена, и Изота Албарезани, а по майчина – на Джовани Толомеи. Кръстен на героя от рицарски романс, Лионело. Има двама братя и една сестра:
- Уго, познат и като Уго Алдобрандино (* 1405, † 1425), наследник на баща си, неженен,  обезглавен по негово нареждане поради връзката му с мащехата му Паризина Малатеста.
- Борсо (* 1413, † 1471), узаконен, господар на Ферара, Модена и Реджо, 1-ви херцог на Модена и Реджо, херцог на Ферара, неженен.
- Орсина, съпруга на Алдобрандино Рангони от Модена, юрис, на Николо II Малатеста, нар. Коко, и на Андреа Гуаленго, общински съветник.

Освен това има и един полубрат и две полусестри от втория брак на баа с, сред които Джиневра, господарка на Римини като съпруга на Сиджизмондо Пандолфо Малатеста, и близначката й Лучия, господарка на Лудзара, Сабионета и Гондзага като съпруга на Карло Гонзага, двама полубратя от третия му брак – Ерколе I, херцог на Ферара, Модена и Реджо, съпруг на Елеонора Арагонска, и Сиджизмондо I, господар на Сан Мартино, Кампогалиано, Кастеларано, Сан Касиано и Роделя, губернатор на Реджо, губернатор и наместник на Херцогство Ферара, съпруг на Пицокара, както и шест, седем или осем полубратя и около девет полусестри от извънбрачни връзки на баща си.

## Биография

### Начални години и образование
Първоначално Леонело е отгледан в двора на баща си, като първият му учител е писателят Гулиелмо Капело. На 15-годишна възраст, както е обичайно в сем. Есте през Ренесанса, той е изпратен в двора на Нани Строци, за да изучава военното дело при кондотиера Брачо да Монтоне, с когото участва във военни кампании. 
До смъртта на Брачо през юни 1424 г. Леонело е придобил достатъчно знания в тази област. Той се завръща във Ферара и участва, макар и не много активно, във войната между Милано и Венецианско-флорентинската лига (1425 г.). 
Няма документални доказателства за следващите четири години от живота на Леонело. Негов учител от момента на пристигането му във Ферара през 1429 г. до 1436 г. е известният хуманист, бъдещ професор във Ферарския университет Гуарино да Верона. Гуарино получава възможността да открие училище, където ферарци от всички социални слоеве могат да учат, запознавайки се с новата, хуманистична култура. Леонело изучава граматика, реторика, история, философия и етика. Той демонстрира блестящите си познания по Латински език по време на посещението си в двора на император на Свещената Римска империя Сигизмунд Люксембургски през 1433 г., който посветява Леонело и четиримата му братя в рицарство. Леонело произнася реч на латински, в която императорът е сравнен с Александър III Македонски и Юлий Цезар. 
Известно е, че през януари 1438 г., при откриването на Фераро-флорентинския събор, Леонело поздравява папа Евгений IV на латински. Под влияние на Гуарино да Верона  той се оформя като ренесансов владетел. Да Верона по-късно е и ментор на Леонело.

### Престолонаследник
През 1425 г., след екзекуцията на по-големия му полубрат Уго Алдобрандино, заради връзката  му с мащехата му Паризина Малатеста, Леонело става признат наследник на Николо III д’Есте и негов съвладетел. Династията Есте се различава от другите управляващи семейства в Италия по въпросите на унаследяването, тъй като правото на унаследяване обикновено се прехвърля на извънбрачните синове в ущърб на дъщерите и дори на синовете от законните бракове. Бащата на Леонело д'Есте, Николо, също е извънбрачно дете, но на 9 г. става законен наследник на баща си Алберто V д’Есте. В сравнение с него обаче Леонело става наследник на Николо III по различен начин, главно защото Николо III е единственият син на Алберто V, докато Леонело има по-малки законни полубратя, Ерколе и Сиджизмондо. Друг по-голям негов полубрат, Мелиадузе, се готви за духовна кариера. Имайки законни синове от третия си брак, Николо III настоява Леонело да го наследи. Владетелят защитава правата на Леонело на трона, вземайки предвид личните му качества, популярността му сред поданиците му (като наследник той се радва на широка подкрепа сред тях) и официалното папско признание. Леонело е изтъкнат от баща си заради добродетелите, изисквани от достоен владетел според представите на епохата, а образованието му го отличава благоприятно от другите му братя и сестри. До 1434 г. Леонело става съвладетел на баща си и се доказва като способен управител. Така на него е поверена финансовата подкрепа на събитията от ферарската част на Фераро-флорентинския събор от 1438 г. Впоследствие Леонело е наследен от по-малкия си брат Борсо, също извънбрачен син на Николо III.

### Брак
През 1428 или в началото на 1429 г. започват преговори за брак между Леонело и Маргарита Гонзага, дъщеря на маркиза на Мантуа Джанфранческо I Гонзага. Николо III дължи голяма сума пари на Гонзага, средствата са изразходвани за построяването на замъка Естенсе. Гонзага се съгласява да омъжи дъщеря си за Леонело и да счита дълга за зестра. Той получава обещание от Николо III, че потомците на Маргарита ще станат владетели на Ферара. По този начин Гонзага и Есте, чрез брака на децата си, решават финансовия проблем и заздравяват връзките между двамата маркизи. Това е изгодно и за Леонело, тъй като съюзът с дъщерята на Гонзага му гарантира бъдеща политическа подкрепа. Като едно от условията на брачния договор Гонзага излага изискването Леонело да бъде признат за официален наследник на Николо III. През 1429 г. Леонело е признат от папа Мартин V за законен син на Николо III. Бракът на Леонело и Маргарита е сключен на 1 януари 1435 г. в двора на Мантуа. На 6 февруари 1435 г. сватбата се отпразнува във Ферара. Леонело има син от Маргарита, Николò, който умира през 1476 г. Съпругата му умира през 1439 г. 
През октомври 1440 г. Филипо Мария Висконти, херцог на Милано, неочаквано предлага на Леонело да се ожени за дъщеря му Бианка Мария. Херцогът вярва, че този брак ще обвърже Ферара по-тясно с Милано и ще му даде възможност да влияе на политиката на Ферара. Той изпраща дъщеря си във Ферара, където тя живее шест месеца. Плановете на Висконти предизвикват вълнение сред италианските владетели. Този съюз обаче не е предопределен да се осъществи - Бианка Мария вече е била обещана на Франческо I Сфорца, с когото Висконти се е скарва през 1438 г. и започва да търси нов младоженец. В крайна сметка тя се омъжва за Сфорца. 

### Възкачване на престола
Николо III разбира, че по-малките законни полубратя на Леонело са негови потенциални съперници. Опасявайки се от вътрешносемеен конфликт, който може да възникне между незаконните и законните деца, Николо III отлага официалното назначаване на Леонело за негов наследник. Въпреки факта, че Леонело е съуправител на баща си от 1434 г., Николо III посочва Леонело за свой наследник само в последната версия на завещанието си, подписана в деня на смъртта му, 26 декември 1441 г. Първата версия, датираща от 18 октомври 1435 г., противно на правилата, формулирани в началото на управлението на Николо III, предвижда разделяне на земите между двамата най-големи синове - незаконния Леонело и законния Ерколе. Тревър Дийн обаче се съмнява, че Николо III някога е имал идеята да раздели земите между синовете си. В последното си завещание Николо III осигурява финансово синовете си Ерколе и Сиджизмондо, като гарантира, че всеки ще получи по 10 000 дуката. След смъртта му Леонело най-накрая е признат за негов наследник и за нов маркиз на Ферара. Николо III също така посочва в завещанието си, че правото на първородство при прехвърлянето на властта трябва да се спазва и след смъртта на Леонело.
Николо III умира внезапно на 26 декември 1441 г. в Милано, след като преди смъртта си обявява Леонело за свой наследник. Два дни по-късно, на 28 декември, в замъка Естенсе, Леонело е провъзгласен за владетел на Ферара, Модена и Реджо от благородниците на Ферара, събрани от съдия Джовани Гуаленго. Вдовицата на Николо III, Ричарда да Салуцо, неуспешно се опитва да защити правата на синовете си Ерколе и Сиджизмондо; след като не успява, тя не повдига въпроса отново. Известно време по-късно, през октомври 1442 г., Ричарда напуска Ферара. Братът на Леонело, Борсо, подкрепя искането му и в знак на благодарност получава Модена и замъците на Реджо, както и Полезине – стратегически важна област, граничеща с Венецианската република и добавена към владенията на Есте през 1438 г.
Като владетел на Ферара Леонело инициира значителни икономически, политически и културни промени в живота на маркграфството още от самото начало. Следвайки заветите на своя учител Гуарино да Верона, той постига с мирни средства това, което други владетели постигат с война. Краткото му 9-годишно царуване не е белязано от прекомерна жестокост или военно-политически начинания, а семейните вражди са забравени за известно време. Продължавайки традициите на феодалните господари на Емилия, той търси споразумение с народа. Леонело се грижи за поданиците си през гладните години. Още през зимата на 1442 г. има недостиг на зърно, но маркизът успешно разрешава този проблем. Въпреки трудната икономическа ситуация той намалява данъците веднага след началото на управлението си и многократно се обръща към този метод за спечелване на признание през следващите години, инициира приемането на закони срещу разточителството (ограничаване на дела на зестрата за жените, забрана на копринените дрехи за по-нисшите класи). При него са предприети мащабни мерки за отводняване на лагуните на река По, което е значителна стъпка в развитието на селското стопанство, което е основна дейност на населението на региона. Новите територии, създадени от мерките за подобряване на земята, получават данъчни облекчения и, по споразумение с духовенството, са освободени от десятък. Проф. Тревър Дийн характеризира стила на управление на Леонело като активен, патерналистичен. Разширяването на викариатството, получено от папата, до живота и укрепването на административната власт на центъра върху отдалечени райони допринасят за по-голяма стабилност. Лоялността на благородниците е постигната чрез умелото разпределение на земеделските владения. 
Леонело, въпреки популярността си, не управлява еднолично. Освен брат му Борсо, който го подкрепя от самото начало, Леонело е подпомаган от някогашните сътрудници на баща му: Угучоне Контрари, Фелтрино Боярдо, Джовани Гуаленго и Алберто Пио ди Карпи. Този вид колегиално управление, нетрадиционно за италианските принцове от онази епоха, осигурява приемствеността на политическите начинания на Николо III. Ферара, поради географското си положение, е в центъра на интересите на две противоположни сили: Венецианската република, която се стреми да разшири владенията си на континента, и Миланското херцогство, което иска да анексира Романя. Още от времето на Николо III маркизатът заема необвързана позиция, избягвайки сблъсъци и с двамата си много по-могъщи съседи. В същото време Николо III използва всички възможни политически и дипломатически трикове, понякога действайки безпринципно, не се спирайки пред измама или двойна игра, за да не се кара нито с Венеция, нито с Милано и да запази известна независимост. Той също така действа (понякога успешно) като посредник между враждуващите страни. Леонело продължил да действа в същия дух, като съдейства за сключването на Каврианския мир (чиито условия са обявени на 10 декември 1441 г.), с който слага край на един от дългите периоди на конфронтация между Венеция и Милано. Той поддържа приятелски отношения с миланския херцог и получава от него потвърждение за признаването на Реджо за владение на Есте. Борсо д'Есте служи в армията на Висконти и дори е съветник на херцога. В същото време Леонело не забравя за Венеция: ставайки маркиз, той веднага разменя посланици с нея. 
Чрез браковете на сестрите си Леонело засилва връзките си и с владетелите на Урбино, Сеньи, Камерино и Кореджо. 

### Втори брак
През пролетта на 1444 г. 36-годишният Леонело се жени за втори път. Съпругата му е 19-годишната Мария Арагонска, извънбрачна дъщеря на краля на Неапол Алфонсо V. Сватбата е отпразнувана с максимален блясък, което изумява европейските дворове. В продължение на две седмици се провеждат рицарски дуели, игри с топка и лов на диви животни в парка на двореца Белфиоре, който младоженците наблюдават от балкона, и други събития.
Бракът е мотивиран от политически причини. През 1443 г. папа Евгений IV започва война за възстановяване на контрола над Марке – територия, завзета от Франческо I Сфорца. Военните действия, както и новите икономически трудности, заплашват да разрушат крехкия баланс, постигнат от Леонело. Той вижда възможност да създаде съюзи със съседните региони и да увеличи влиянието си чрез нов брак, който вероятно е одобрен от Висконти. Победата на Алфонсо V, бащата на Мария, във войната за Неапол през 1442 г. с Рене Анжуйски служи като катализатор за такъв съюз за Леонело и открива нови възможности за Ферара, както икономически, така и културно. 
Не всички цели, поставени във връзка с този брак, са постигнати. Леонело става посредник на Алфонсо V при създаването на съюз между него (Алфонсо), Висконти и папата. Съюзът е подпомогнат от Сиджизмондо Пандолфо Малатеста, а Сфорца е подкрепен от Венецианско-флорентинската лига. Малатеста и Сфорца се сблъскват в Романя, войната е подновена и боевете се водят през 1445 и 1446 г. 
Политиката на съюз между Неаполитанското кралство и Ферара, установена от Леонело, е продължена от неговите наследници. Ерколе I д’Есте, законният син на Николо III, който наследява полубрат си Борсо д’Есте, се жени за Елеонора Арагонска, племенницата на Мария, като по този начин продължава дипломатическите и културните връзки с Неапол. Очевидната връзка на Есте с представители на Арагонската династия го лишава от неутралния му статут. 

### По-нататъшно управление
Леонело търси финансова помощ от Висконти, за да издържа армия, която да защитава владенията му. Той поверява командването на военните действия на кондотиера граф Луиджи Дал Верме, а самият той е зает с установяване на отношения със съседните държави, главно с Мантуа. Той обаче усеща натиск от Милано, който иска Есте да се присъедини към военните действия след пораженията на Висконти през 1446 г. Това би развалило отношенията с Венеция, която би сметнала всяка помощ на миланския херцог, дори невоенна, за враждебен акт срещу себе си. Леонело успява да избегне участие в конфликта както през 1446 г., така и след помирението на Франческо Сфорца и Филипо Мария Висконти в началото на 1447 г. Той не се присъединява към лигата, организирана от Рим, Милано и Неапол, въпреки упоритите опити на агента на Сфорца Пиетро Пустерла, насочени към включване на Ферара в този обновен съюз. Въпреки това през 1446-1447 г., поради факта, че войските на воюващите с Венеция държави многократно преминават през територията на Ферара, отношенията между маркизата и Венецианската република се влошават. За да уреди конфликта, пратеникът на Франческо Барбаро специално пристига в двора на Есте. 
През първата половина на 1447 г. се появява шанс за прекратяване на военните конфронтации в региона: във Ферара започват преговори между Венеция, Флоренция, Милано, Неапол и Болоня. Те са инициирани от папа Николай V. Тук Есте действа в по-обичайната си роля на миротворец. Преговорите се прекратяват със смъртта на Филипо Мария Висконти на 13 август. В първия период след смъртта му Леонело се опитва да разшири владенията си за сметка на земите, принадлежащи на Миланското херцогство. Тук той следва съвета на брат си Борсо. Леонело анексира Кастелнуово Скривия и Копиано. Той е поканен и от Павия да поеме управлението на този град. Той обаче бързо осъзнава, че Франческо Сфорца е много по-силен от него. След това Леонело насочва усилията си към укрепване на властта на Сфорца. През есента на 1448 г. Леонело предлага на Франческо Сфорца брак между сина му Николо и дъщеря му Иполита Мария Сфорца. През 1449 г. Есте изпращат на Сфорца 800 коня и 400 пехотинци под командването на Алберто Пио ди Карпи. През същата година той отново се опитва да стане господар на Парма (през 1421 г. Николо III отстъпва този град на Филипо Мария Висконти), но Венеция не подкрепя дейността му в тази насока. През март 1450 г. Сфорца става пълноправен владетел на Милано, а Леонело отново се ангажира с мирни преговори: във Ферара на 1 юли 1450 г. е подписан договор между Венеция и Неапол. 
От вътрешните вълнения по време на управлението на Леонело изследователите споменават само бунта в Гарфаняна, който се случва през 1446 г. и е бързо потушен с решителността, характерна за представителите на тази династия. Известно време във ферарския двор съществува кръг от придворни, които подкрепят законните синове на Николо III, но това противопоставяне не създава сериозни проблеми за Леонело. Скоро, през 1445 г., по-малките му братя са изпратени от Леонело в Неапол, за да изучават военно дело. Това е обичайна практика за управляващите семейства в Италия, но в този случай потенциалните съперници на Леонело са отстранени от двора. 

### Смърт
Леонело умира внезапно на 43-годишна възраст от треска, усложнена от „пустула“ или „абсцес в главата“,, и е погребан в църквата „Санта Мария дели Анджели“ във Ферара, която е възстановил по време на управлението си. Той е наследен от брат си Борсо д'Есте, въпреки факта, че завещанието на Леонело е определило законния му син Николо за негов наследник.

## Възраждане на Ферарския унивеститет
По време на управлението на Леонело се наблюдават някои подобрения в местната икономика, но основното му влияние се отнася до културната сфера. След като наследява баща си, той почти веднага (януари 1442 г.) повдига въпроса за реформиране на местния университет с Комуна Ферара, като частично поема финансирането му и всъщност го възражда. От страна на Леонело това очевидно е желание не само да даде още един шанс на образователната институция, но и да обедини около себе си напредничавите мислители на своето време, без те да изпитват превратностите на кариерата на придворни.
Историята на Университета във Ферара датира от 1391 г., когато на 4 март маркиз Алберто V д'Есте получава папска була (Ферара е била папски феод) с разрешение да открие университет. Според този документ Университетът във Ферара може да присъжда академични степени по гражданско и канонично (църковно) право, изкуство, медицина и богословие. По това време университетът има само двама професори по право и няма информация дали по това време са се преподавали наука, изкуство или теология. Университетът е затворен три години след основаването си, през 1394 г. Вероятно е отворен отново през 1402 г., но през 1404 г., поради нарастващите военни разходи, преподаването е преустановено. Опитът на Николо III д’Есте да го отвори отново през 1418 г. се проваля. 
Едва годината след управлението на Леонело д'Есте университетът става напълно функциониращ, с достатъчно професори, за да преподават основните предмети по канонично право, логика, философия и медицина. Поради тази причина, въпреки че традиционната дата на основаване на университета е 1391 г., 1442 г. се счита за истинска дата на основаването му. На среща между Леонело и представители на Комуна Ферара през януари 1442 г. е изразена надеждата, че университетът ще се превърне в „изключителен център на обучение, [който] ще донесе слава на града, ще улесни получаването на дипломи от местните жители, а притокът на студенти ще подпомогне икономиката на града“. За да покрие по-голямата част от заплатите на преподавателите, комуната въвежда данък върху продажбите на месо. Леонело, от своя страна, осигурява финансова подкрепа за институцията, като отделя средства от собствената си хазна.
На 18 октомври 1442 г. – датата на откриването на университета, Гуарино да Верона произнася реч, в която хвали хуманистичните дисциплини. Университетът скоро се превръща в една от най-престижните и проспериращи образователни институции в Европа, привличайки студенти и учени както от Италия, така и от други страни (Англия, Германия, Унгария, Гърция, Полша). В чест на учителя на Леонело, Гуарино да Верона, е основан нов факултет по изкуства, а последният става професор там. Самият Леонело кани известни учени в университета: експертите по гръцки език Теодор Газа (който ръководи катедрата по гръцки език) и Джовани Ауриспа Пичунерио, преподавателите по гражданско право Анджели дели Убалди, канонично право Лодизио Кривели и Франческо Аколти д'Арецо, философите Маджи, Монтекатини, Джовани Манарди, астрономите Джовани Бианкини и Доменико Мария Новара, поетът от Парма Базинио Базини, известен латински ретор, Микеле Савонарола, за да преподават медицина. 
До края на управлението на Леонело през 1450 г., според документи, в Юридическия факултет на университета работят дванадесет професори, а във Факултета по изкуства - тринадесет. Броят на студентите се увеличава от 34 през 1440 г. на 338. Университетът успява, както Леонело и Комуна Ферара се надяват. Силният преподавателски състав осигурява бързото и ползотворно развитие на университета, който успешно се конкурира с университетите в Падуа и Болоня.
Решението за възраждане на университета по същество превръща Ферара в хуманистичен център - реформата на образователната институция не само привлича студенти, учени и философи от цяла Европа (което също има благоприятен ефект върху икономическото развитие на маркграфството), но и дава началото на постижения в областта на изкуството и архитектурата, подготвяйки почвата за творчеството на изключителни художници от неговото време. Изследователите приписват по-късния разцвет на културата във Ферара на Леонело. 
През XXI век Университетът във Ферара продължава да бъде един от най-добрите университети в Европа. В сравнение с трите основни области на обучение през XV век - изкуства, право и медицина - университетът в момента има осем факултета: архитектура, икономика, инженерство, хуманитарни науки, право, естествени науки, математика и компютърни науки, медицина, фармация и превенция на заболяванията. Благодарение на инициативата на Леонело и приноса на семейство Есте интелектуалните и културни движения оформят историята на Ферара не само през XV век, но и през следващите векове. 
Благоприятните условия за развитието на Ферара по-късно довеждат до разцвет на изкуствата, включително музиката и класическия театър. Постепенна поредица от трансформации в крайна сметка превръщат Ферара в значителен обект на културното наследство в Европа, а днешна Ферара е включена в списъка на ЮНЕСКО.

## Меценатство
Въпреки че Леонело се доказва като опитен политик, царуването му е белязано по-скоро от културното и социално развитие на Ферара – град, тясно свързан с двора. Благотворителността и благочестието му, включително изграждането на църкви, допринасят за неговата популярност. 
През 1444 г., в съгласие с епископа на Ферара Джовани Тавели, той инициира създаването на първата обществена болница, която да замени няколко лекарски кабинета в различни части на града. Болницата „Сант'Ана“ се превръща едновременно в милостиня, приют и болница. Тя съществува и се развива благодарение на дарения и е била и остава едно от основните медицински заведения във Ферара. Леонело оказва помощ на бедните, разпределяйки им провизии в трудни години, и многократно намалява данъците. 
Заради миротворческата си политика той е провъзгласен за salus Italiae („Спасител на Италия“) и spes Italum („Надежда на италианците“). Митологичната поема „Мелеагридос“, създадена от Базинио Базини през 1448 г., за лов на глигани, е алегорично изображение на политиката на Леонело, където самият той се появява в образа на Мелеагър. 
По време на управлението му Ферара все още не е развила собствена художествена школа. Изтъкнати художници от епохата работят за маркиза, когото той кани според собствения си вкус: Пизанело, Якопо Белини, Андреа Мантеня, Пиеро дела Франческа. Известно е със сигурност, че последният работи и за брат му Борсо, но изследователите са склонни да вярват, че дела Франческа е във Ферара още по време на управлението на Леонело. Поддържат се контакти със северноевропейски майстори, което допринася за взаимното обогатяване на двете традиции на изобразителното изкуство. Рогир ван дер Вейден живее и работи във Ферара; той рисува олтарна картина за Леонело, което е известно от свидетелството на Кириак Анконски. През 1441 г. Жан Фуке посещава Ферара. Доказателство за престоя му в двора е неговият „Портрет на Гонела“, шута на маркиза. Художникът Джовани да Ориоло работи във Фаенца от 1439 г. Леонело д'Есте го наема през 1447 г., за да нарисува неговия портрет (съхранява се в Националната галерия, Лондон) – днес това е единствената известна картина на художника. 
Леонело целенасочено колекционира антични камеи, медали и монети. Предмети от колекцията му са достъпни за изучаване от неговото обкръжение. Впоследствие колекцията му, подобно на тази на други членове на династията, е разпръсната. В момента представа за нея може да се формира от инвентари и отделно запазени предмети, чиято автентичност е извън съмнение. Интересът на Леонело към малката пластика, резбованите камъни и нумизматиката свидетелства за развитието на нов вид страст към тези културни обекти като предмети на колекциониране. От своя страна хобитата на маркиза повлияват на художниците, работещи в двора на Есте. На портрета Ориоло представя Леонело строго в профил, както на древноримските монети и медали, изпълнени от Пизанело; този тип изображение е широко разпространено в Италия през XV век. 
Царуването на Леонело бележи началото на дълъг период на развитие на музиката, както религиозна, така и светска, в историята на Ферара; градът се превръща в европейски музикален център за дълго време. Той организира постоянен параклис в двора. Произведенията за него са композирани от изключителни композитори на своето време, поканени от маркиза от различни страни (например Гийом Дюфе). Освен музиканти Леонело наема и хореографи – Доменико да Пиаченца създава няколко танца за него.
Още в младостта си Леонело има тесни връзки с изключителни интелектуалци на своето време, един от които е Леон Батиста Алберти. През 1441 г. го кани да журира конкурс за най-добър художник, който да създаде конната статуя на Николо III д’Есте. Алберти завършва строителството на градската катедрала. Според самия интелектуалец Леонело го вдъхновява да създаде „De Re Aedificatoria“ („Десет книги за архитектурата“), която разглежда подробно въпроси, свързани със строителните материали, конструкциите, общите принципи на дизайна в архитектурата, както и основите на проектирането на обществени и частни сгради. Книгата описва различни видове фасади на сгради и обсъжда начини за коригиране на строителни грешки. В работата си Алберти разкрива идеите на Витрувий пред съвременния си читател. Предполага се, че трактатът „Десет книги за архитектурата“ ще бъде посветен на Леонело, тъй като той е инициирал създаването му, но ранната смърт на маркиза на Ферара попречва на това и Алберти завършва работата малко по-късно. През 1450 г. трактатът е даден на папа Николай V, за да може да се използва като ръководство за римските строители, които по това време извършват грандиозни работи по реконструкцията на града. 
Леонело полага основите на политиката на „великолепие“ (magnificentia), както по-късно е наречена от изследователите на историята на семейство Есте и Ферара – прослава на управляващата династия чрез покровителство на изкуствата и по този начин укрепване на нейната власт, потвърждаване на нейната легитимност и възвеличаване на нейните представители. Изящните изкуства са широко използвани за създаване на нова форма на управление. Работата по подреждането на резиденциите на Есте - Белфиоре, Белригуардо, Копаро и Миляро е продължена или започната. Според традицията Есте са прекарвали по-голямата част от времето си в тези дворци, наричани делиции (от италианското delizia - наслада, удоволствие), а не в замъка Естенсе. Всеки владетел от семейство Есте е имал свои любими делиции, но неизменно е продължавал строителните и декоративни работи, започнати от неговите предшественици в други палати. Тези величествени дворци, центрове на дворцовия живот в провинцията, са били призвани да демонстрират на широката публика мощта на династията. Леонело не пренебрегва външния блясък и представителност. Той обича красивите неща, включително тези, които са ценни за него като потвърждение за високия му статус. По време на неговото управление имуществото на ферарския двор се увеличава значително, включително благодарение на луксозни предмети - скъпи тъкани, гоблени (Есте има обширна колекция от изделия на трансалпийски тъкачи), книги, бижута. Както отбелязва Гундерсхаймер, той е първият от династията, който инвестира широко в културата, обхващайки всички нейни области, било то изграждане и декорация на делиции, организиране на публични празници, развитие на способностите на талантливи хора, подкрепа на художници и занаятчии. В същото време Леонело е склонен към културен диалог с тясна аудитория с по-изтънчен вкус. Неговите собствени наклонности се проявяват ясно в покровителството на изкуствата и колекционирането. Маркизът инициира създаването на личен кабинет за владетеля, предназначен за неговата почивка и отдих, т. нар. студио, в любимата му делиция Белфиоре. Хуманистичната програма за проектиране на студиото е разработена за неговия учител Гуарино да Верона. Тя се основава на концепцията за „идеално, хармонично управление“. Студиото на Леонело в Белфиоре по-късно служи като първи модел за личния кабинет на племенницата му Изабела д’Есте в Мантуа.
Моралът на ферарския двор и цялостната ситуация в сеньорията се променят към по-добро, до голяма степен благодарение на Леонело. Няколко години след смъртта му, през 1456 г., Поджо Брачолини в писмо до Гуарино да Верона сравнява Ферара и Флоренция, възхвалявайки първата и критикувайки втората за корупцията, която се е превърнала в пречка за образованието на по-младото поколение. Брачолини възхвалява двора на Леонело, където царува строг морал, противопоставяйки го на разпуснатата Павия. Политиката на „великолепието“ е доразвита при следващите владетели на Ферара. Борсо д’Есте, за разлика от по-големия си брат, е слабо образован и се интересува повече от политика и прилагането на административно-бюрократична реформа; при него културата се превръща в средство за постигане на утилитарни цели. По време на неговото управление политиката на „великолепие“ (включително покровителство на изкуствата) придобива систематичен характер, а по-нататъшното развитие на изкуствата (визуални и невизуални) и литературата като средство за укрепване на властта на династията продължава, включително чрез пищни дворцови тържества, изграждането и украсяването на селски резиденции.

## Брак и потомство
Жени се два пъти:
∞ 1. януари 1435 за  Маргерита Гонзага (* 1418, Мантуа; † 3 юли 1439, Говерноло), дъщеря на Джанфранческо I Гонзага и Паола Малатеста, от която има  един син:
- Николò д’Есте (* 20 юли 1438 във Ферара † 4 септември 1476 пак там, обезглавен), има 4 извънбрачни сина;

∞ 2. април 1444 за Мария Арагонска (* 1425, † 9 декември 1449), извънбрачна дъщеря на крал Алфонсо V Арагонски и на метресата му Гуералдона Карлино, от която има една дъщеря (?):
- Изабела д’Есте, ∞ за Николò дела Скала (* 1415, † 1478)

Има и един извънбрачен син от неизвестна жена:
- Франческо д'Есте (* 1444 † сл. 1471)